# Мирне (Гуляйпільська міська громада)
Ми́рне — село в Україні, у Гуляйпільській міській громаді Пологівського району Запорізької області. Населення становить 471 осіб. З 11 лютого 2023 року село є окупованим російськими терористами[уточнити].

## Географія
Село Мирне знаходиться на відстані 3 км від села Загірне.

## Історія
- 1929 рік — дата заснування під назвою Третє відділення.
- 1960-ті року перейменоване в село Мирне.
- 12 червня 2020 року, відповідно до розпорядження Кабінету Міністрів України № 713-р «Про визначення адміністративних центрів та затвердження територій територіальних громад Запорізької області», увійшло до складу Гуляйпільської міської громади[1].
- 19 липня 2020 року, у результаті адміністративно-територіальної реформи та ліквідації Гуляйпільського району, село увійшло до складу Пологівського району[2].
- 11 травня 2022 село було окуповано росіянами[уточнити].

## Населення
Згідно з переписом УРСР 1989 року чисельність наявного населення села становила 475 осіб, з яких 221 чоловік та 254 жінки.
За переписом населення України 2001 року в селі мешкало 467 осіб.

### Мова
Розподіл населення за рідною мовою за даними перепису 2001 року:
| Мова       | Відсоток |
| ---------- | -------- |
| українська | 92,99 %  |
| російська  | 7,01 %   |

## Економіка
- «Чарівне», ТОВ.
- «Плаверс ЛТД», ТОВ.

## Об'єкти соціальної сфери
- Школа.